# Martin Krnáč
Martin Krnáč (* 30. ledna 1985, Bratislava) je bývalý slovenský fotbalový brankář, naposledy působící ve slovenském klubu ŠK Vrakuňa Bratislava. Mimo Slovensko působil jako hráč na klubové úrovni v Polsku, Maďarsku, Česku a Rakousku. V současnosti je trenér, od roku 2024 kouč brankářů slovenského týmu ŠK Slovan Bratislava. Jeho otcem je bývalý československý reprezentant Mikuláš Krnáč. Je ženatý, s manželkou Adrianou má dceru Adélu (* 2012).

## Klubová kariéra

### FK Inter Bratislava
Svoji fotbalovou kariéru začal v Interu Bratislava, jehož je odchovanec. V roce 2004 se propracoval do seniorské kategorie, kde hrál za klub první i druhou ligu. Celkem nastoupil za tým ke 24 ligovým střetnutím.

### FK Senica
Před sezonou 2009/10 přestoupil do mužstva FK Senica, kam Inter prodal licenci na první ligu, do které postoupil na jaře 2009. V Senici neodchytal žádný ligový zápas, prostor mezi třemi tyčemi dostávali Andrej Fišan nebo Pavel Kamesch.

### MŠK Žilina
V únoru 2010 zamířil do klubu MŠK Žilina, kde podepsal tříletou smlouvu. Mužstvo tehdy trénoval český kouč Pavel Hapal. Premiéru v dresu týmu si odbyl v ročníku 2009/2010 v posledním 33. kole hraném 15. května 2010 proti Dukle Banská Bystrica (remíza 1:1). Na jaře 2010 se částečně podílel na zisku mistrovského titulu.
Na podzim 2010 byl jako dvojka u velkého úspěchu žilinského a zároveň také slovenského fotbalu. Klub postoupil přes maltský celek Birkirkara FC (prohra 0:1 a výhra 3:0), Litex Loveč z Bulharska (remíza 1:1 a výhra 3:0) a českou Spartu Praha (výhry 2:0 a 1:0) z druhého předkola až do skupinové fáze Ligy mistrů UEFA 2010/2011. Žilina byla nalosována do základní skupiny F, kde v konfrontaci s týmy Chelsea FC (Anglie), Olympique Marseille (Francie) a FK Spartak Moskva (Rusko) skončila bez bodu na posledním místě. V únoru 2011 o něj projevil zájem Metalurh Zaporižžja z Ukrajiny, ale přestup se nakonec nezrealizoval.
V ročníku 2011/2012 Corgoň ligy získal s mužstvem double, tzn. ligový titul a triumf v domácím poháru. V Žilině vykonával převážně pozici druhého brankáře, ale po odchodu Martina Dúbravky do dánského celku Esbjerg fB v lednu 2014 se stal jedničkou. V sezoně 2014/15 Fortuna ligy jej "vytlačil" z brány Miloš Volešák, tehdejší nová akvizice z klubu FK AS Trenčín. V prosinci 2014 mu vypršel kontrakt a v Žilině skončil, nepřijal ani nabídku na práci v týmu. Během celého svého pětiletého působení "nastřádal" 63 startů v lize.

### ŠK Slovan Bratislava
Po konci smlouvy v Žilině o Krnáčovi služby projevili zájem mužstva MFK Ružomberok a ŠK Slovan Bratislava. Nakonec se stal v únoru 2015 překvapivě posilou polského třetiligového týmu Stal Mielec, který jej obratem poslal na hostování do Slovanu Bratislava.
Ligový debut za Slovan si odbyl 7. 3. 2015 v zápase 21. kola v souboji s ViOnem Zlaté Moravce (výhra 2:0). V létě 2015 do mužstva přestoupil a stal se jeho kmenovým hráčem. V sezóně 2015/2016 Fortuna ligy se částečně podílel na konečném druhém místě klubu v domácí lize i poháru. Se Slovanem se představil v úvodních dvou předkolech Evropské ligy UEFA 2015/2016 proti gibraltarskému týmu Europa FC (výhry 6:0 a 3:0) a proti mužstvu UC Dublin z Irska (výhry 1:0 a 5:1). Ve třetím předkole v souboji s ruským klubem FK Krasnodar kryl záda Jánu Muchovi, Slovan po prohře 0:2 a remíze 3:3 vypadl. Na jaře 2016 hostoval ve Skalici, odkud se po půl roce vrátil zpět do svého mateřského týmu. Ve Slovanu vykonával pozici brankáře číslo dva nebo tři. V ročníku 2016/17 se podílel na zisku domácího poháru, přestože ve finále hraném 1. května 2017 proti tehdy druholigovému týmu MFK Skalica nenastoupil. Jeho spoluhráči porazili soupeře v poměru 3:0.

### MFK Skalica (hostování)
V lednu 2016 zamířil ze Slovanu kvůli většímu zápasovému vytížení na hostování do mužstva MFK Skalica, tehdejšího nováčka slovenské nejvyšší soutěže. V celku doplnil brankářskou dvojici Andrej Fišan - Michal Lupač.
První ligový zápas odchytal za Skalici ve 20. kole hraném 26. února 2016. Klubu pomohl vychytanou nulou k překvapivé výhře 1:0 nad Žilinou, tedy nad svým bývalým zaměstnavatelem. S týmem bojoval na jaře 2016 o záchranu v první lize, která se nezdařila a mužstvo sestoupilo po roce zpět do druhé ligy. Ve Skalici byl jedničkou a během půl roku odehrál celkem 13 ligových utkání. Chyběl pouze ve střetnutí se Slovanem, kdy kvůli dohodě obou klubů nemohl chytat.

### Mezőkövesd-Zsóry SE
3. července 2017 uzavřel dvouletý kontrakt s maďarským celkem Mezőkövesd-Zsóry SE vedeným tehdy slovenským trenérem Mikulášem Radványim. Během podzimu však nenastoupil k žádnému ligovému ani pohárovému zápasu a v lednu 2018 v klubu předčasně skončil.

### Další angažmá
Následoval přestup do Česka do týmu MFK Karviná, kde také nehrál a vrátil se před sezonou 2018/19 do vlasti, kde oblékal dres ViOnu Zlaté Moravce – Vráble. Od podzimu 2019 již chytal pouze na amatérské úrovni za Vrakuňu Bratislava, kam se po 1,5 ročním angažmá v rakouském celku SC Kittsee vrátil a v červenci 2022 zde ukončil hráčskou kariéru.

## Trenérská kariéra
V ročníku 2022/2023 vedl jako trenér brankářů mužstvo FC Petržalka a v následující sezoně pak na stejné pozici klub FK Rača Bratislava. V roce 2024 zamířil do Slovanu Bratislava, kde na postu brankářského kouče doplnil Jána Muchu v realizačním týmu Vladimíra Weisse staršího. V sezoně 2024/25 získal s mužstvem ligový titul.